# Староселье (Черноморский район)
Старосе́лье (до 1948 года Оту́з; укр. Старосілля, крымскотат. Otuz, Отуз) — исчезнувшее село в Черноморском районе Республики Крым, располагавшееся на северо-востоке района, в степной части Крыма, сейчас, фактически, ферма у северной окраины современного села Зоряное.

### Динамика численности населения
| - 1806 год — 143 чел. - 1864 год — 52 чел. - 1889 год — 104 чел. - 1892 год — 66 чел. | - 1900 год — 185 чел. - 1915 год — 144/5 чел. - 1926 год — 225 чел. - 1939 год — 214 чел. |

## История
Идентифицировать Отуз среди, зачастую сильно искажённых, названий деревень в Камеральном Описании Крыма… 1784 года пока не удалось, возможно — это  Аксюз Оглу Мангытскиого кадылыка Козловскаго каймаканства. После присоединения Крыма к России (8) 19 апреля 1783 года, (8) 19 февраля 1784 года, именным указом Екатерины II сенату, на территории бывшего Крымского ханства была образована Таврическая область и деревня была приписана к Евпаторийскому уезду. После павловских реформ, с 1796 по 1802 год входила в Акмечетский уезд Новороссийской губернии. По новому административному делению, после создания 8 (20) октября 1802 года Таврической губернии, Отуз был включён в состав Яшпетской волости Евпаторийского уезда.
По Ведомости о волостях и селениях, в Евпаторийском уезде с показанием числа дворов и душ… от 19 апреля 1806 года, в деревне Отуз числилось 25 дворов, 136 крымских татар и 7 ясыров. На военно-топографической карте генерал-майора Мухина 1817 года деревня Отуз обозначена с 34 дворами. После реформы волостного деления 1829 года Отуз, согласно «Ведомости о казённых волостях Таврической губернии 1829 года» остался в составе Яшпекской волости. На карте 1836 года в деревне 16 дворов. Затем, видимо, вследствие эмиграции крымских татар в Турцию, деревня заметно опустела и на карте 1842 года Отуз обозначен условным знаком «малая деревня», то есть, менее 5 дворов.
В 1860-х годах, после земской реформы Александра II, деревню приписали к Курман-Аджинской волости. Согласно «Памятной книжке Таврической губернии за 1867 год», часть населения деревни Отуз, в результате эмиграции крымских татар, особенно массовой после Крымской войны 1853—1856 годов, выехала в Османскую империю, а остальные здесь проживают. В «Списке населённых мест Таврической губернии по сведениям 1864 года», составленном по результатам VIII ревизии 1864 года, Отуз — владельческая татарская деревня, с 10 дворами, 52 жителями и мечетью при колодцах. По обследованиям профессора А. Н. Козловского 1867 года, вода в колодцах деревни была пресная, а их глубина колебалась от 2 до 10 саженей (от 4 до 20 м). На трехверстовой карте Шуберта 1865—1876 года в Отузе те же 10 дворов. В «Памятной книге Таврической губернии 1889 года», по результатам Х ревизии 1887 года, в деревне Отуз числился 21 двор и 104 жителя. Согласно «…Памятной книжке Таврической губернии на 1892 год», в деревне Отуз, входившей в Отузский участок, было 66 жителей в 15 домохозяйствах.
Земская реформа 1890-х годов в Евпаторийском уезде прошла после 1892 года, в результате Отуз приписали к Агайской волости.
По «…Памятной книжке Таврической губернии на 1900 год» в деревне числилось 185 жителей в 31 дворе. В 1908 году в деревне было начато строительство нового мектеба. По Статистическому справочнику Таврической губернии. Ч.II-я. Статистический очерк, выпуск пятый Евпаторийский уезд, 1915 год, в деревне Отуз Агайской волости Евпаторийского уезда числилось 20 дворов (2 двора с землёй, 18 — безземельные) с татарским населением в количестве 144 человека приписных жителей и 5 — «посторонних», из которых 74 мужчины и 75 женщин. Жители владели 910 десятинами удобной земли. В хозяйствах имелось 109 лошадей, 28 волов, 12 коров и 525 голов мелкого скота.
После установления в Крыму Советской власти, по постановлению Крымревкома от 8 января 1921 года № 206 «Об изменении административных границ» была упразднена волостная система и в составе Евпаторийского уезда был образован Бакальский район, в который включили село, а в 1922 году уезды получили название округов. 11 октября 1923 года, согласно постановлению ВЦИК, в административное деление Крымской АССР были внесены изменения, в результате которых округа были отменены, Бакальский район упразднён и село вошло в состав Евпаторийского района. Согласно Списку населённых пунктов Крымской АССР по Всесоюзной переписи 17 декабря 1926 года, в селе Отуз, Киргиз-Казацкого сельсовета Евпаторийского района, числилось 50 дворов, из них 47 крестьянских население составляло 225 человек, все татары, действовала татарская школа. По постановлению КрымЦИКа от 30 октября 1930 года «О реорганизации сети районов Крымской АССР», был восстановлен Ак-Мечетский район (по другим данным 15 сентября 1931 года) и село вновь включили в его состав. По данным всесоюзной переписи населения 1939 года в селе проживало 214 человек.
В 1944 году, после освобождения Крыма от фашистов, согласно Постановлению ГКО № 5859 от 11 мая 1944 года, 18 мая крымские татары были депортированы в Среднюю Азию. С 25 июня 1946 года Отуз в составе Крымской области РСФСР. Указом Президиума Верховного Совета РСФСР от 18 мая 1948 года, Отуз переименовали в Староселье. 26 апреля 1954 года Крымская область была передана из состава РСФСР в состав УССР. Ликвидировано до 1960 года, поскольку в «Справочнике административно-территориального деления Крымской области на 15 июня 1960 года» селение уже не значилось (согласно справочнику «Крымская область. Административно-территориальное деление на 1 января 1968 года» — в период с 1954 по 1968 годы, как посёлок Кировского сельсовета).